# Louis Little Coon Oliver
Louis Little Coon Oliver (Coweta, 1904-1991). Escriptor creek. Va viure entre els cherokees i es preocupà per la preservació de la cultura nadiua, amb poesia pastoral i idíl·lica que ha influït força en les generacions posteriors; va escriure els poemaris bilingües The Horned Snake (1982) i Estiyt Omayat: Creek Writings (1985), Caught in a Willow Net (1983) i Chasers of the Sun: Creek Indian Thoughts (1991).

## Enllaç (biografies en anglès)
- (anglès) «Louis Oliver on Native American Authors».